# Kolonia Inwalidzka
Kolonia Inwalidzka is een plaats in het Poolse district  Ostrowiecki, woiwodschap Święty Krzyż. De plaats maakt deel uit van de gemeente Kunów en telt 354 inwoners.